# Bennington (hrabstwo Bennington)
Bennington – jednostka osadnicza w Stanach Zjednoczonych, w stanie Vermont, w hrabstwie Bennington.